# Хризопал
Хризопал (греч. χρυσοπάλιος) — одна из разновидностей опала. Представляет собой опал, окрашенный благодаря присутствию незначительных примесей Ni в зелёный разных, преимущественно яблочно-зелёных оттенков, цвет. Твердость: 5,5-6,5 по шкале Мооса. Полупрозрачный или просвечивающий в краях. Излом раковистый. Хрупкий, но более прочный и устойчивый к вн. воздействиям по сравнению с другими разновидностями опала. Син.: празопал, зелёный опал. Образуется преимущественно в коре выветривания никелевых месторождений.
Встречается на Южном Урале, в Центральном Казахстане, Польше, Чехии, США, Танзании (Африка) и др.
Полудрагоценный камень, обрабатывается кабошоном. Используется в ювелирном деле в качестве недорогих вставок в ювелирных украшениях.
Хризопал имеет сходство с хризопразом. 